# Kamień (gmina, Basses-Carpates)
Kamień [ˈkamjɛɲ] est une commune rurale de la Voïvodie des Basses-Carpates et du Powiat de Rzeszów. Elle s'étend sur 73,21 km² et comptait 7 063 habitants en 2009. Elle se situe à environ 34 kilomètres au nord de Rzeszów, la capitale régionale.

## Géographie
La gmina regroupe les villages de Kamień, Krzywa Wieś et Łowisko.